# Route nationale 220
Pour les articles homonymes, voir Route 220.

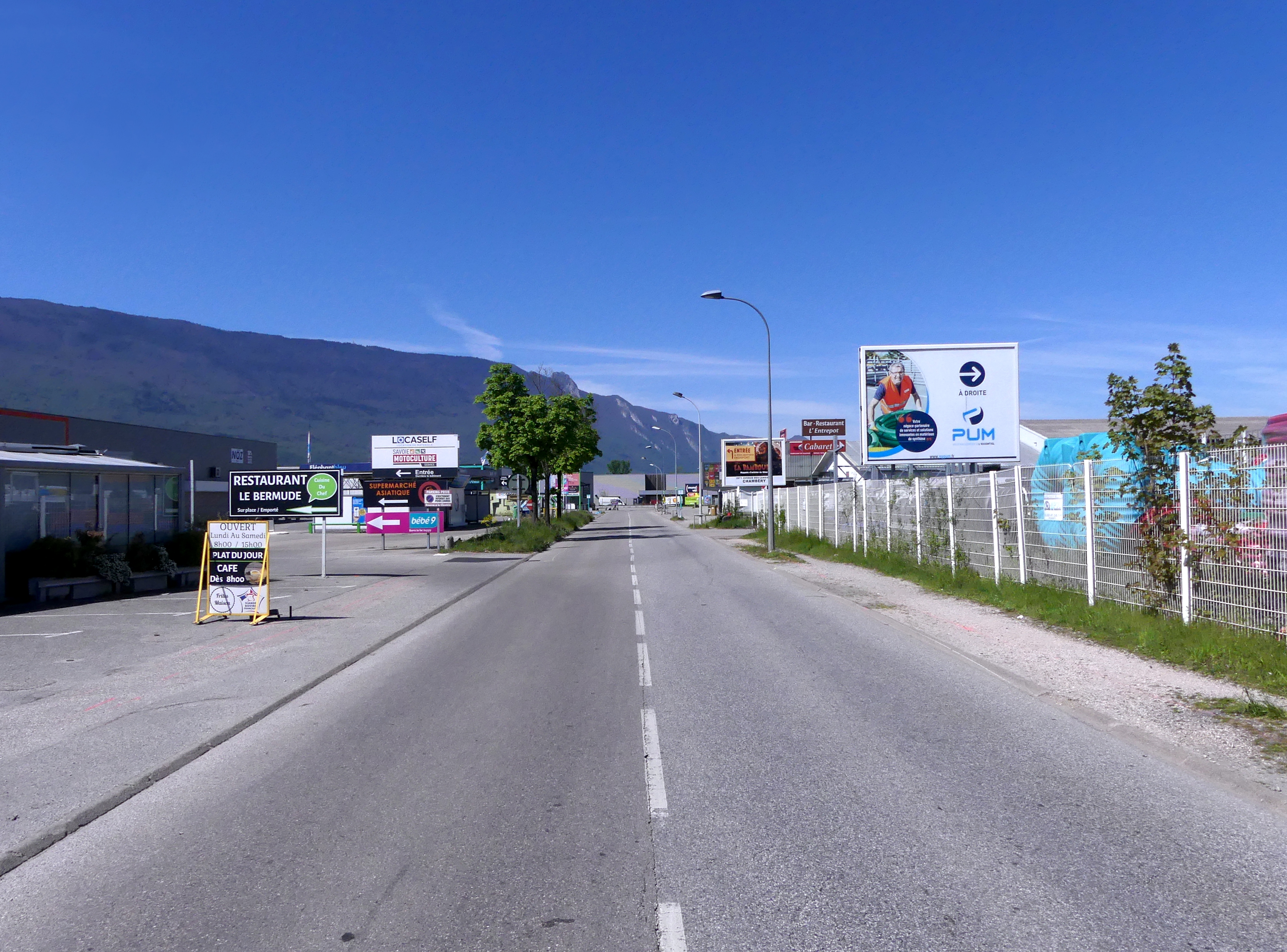
Actuelle Avenue des Landiers au nord de Chambéry.

La route nationale 220 est une ancienne route nationale française qui existait dans la banlieue nord de Chambéry dans le département de la Savoie, en parallèle de la RN 201.
D'une dizaine de kilomètres, elle avait notamment pour but la desserte de la Zone Industrielle des Landiers sur la commune de Chambéry.
La route est aujourd'hui déclassifiée comme partie de la Route départementale 10 et entre autres baptisée « Avenue des Landiers » dans la zone commerciale du même nom.